# Fehérarcú vöcsök

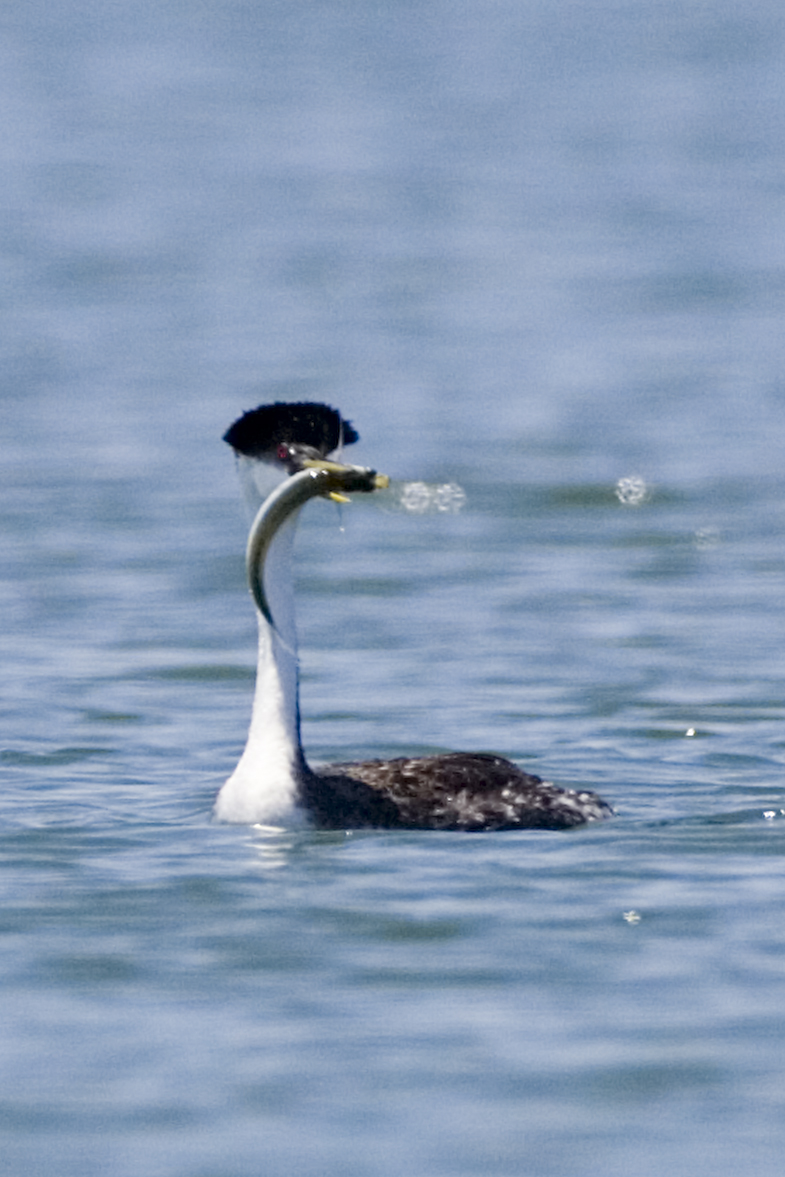
A zsákmányával

A fehérarcú vöcsök (Clark-vöcsök, Aechmophorus clarkii) a vöcsökalakúak (Podicipediformes) rendjében a névadó vöcsökfélék (Podicipedidae) család egyik faja.

## Származása, elterjedése
Kanada és az Amerikai Egyesült Államok tavainál, folyóinál és a tengerparton él.

## Alfajai
- Aechmophorus clarkii clarkii
- Aechmophorus clarkii transitionalis

## Megjelenése, felépítése
Testhossza 56-74 centiméter.
|  |

## Életmódja, élőhelye
Víz alá bukva, sebesen úszva kapkodja fel táplálékát:
- halakat (előszeretettel heringeket),
- puhatestűeket és
- rákokat.